# Karl Urban (aviatore)
Karl Urban (Graz, 29 dicembre 1894 – Aspern, 12 luglio 1918) è stato un aviatore austro-ungarico. Fu un asso dell'aviazione della prima guerra mondiale accreditato con cinque vittorie aeree.

## Biografia e prima guerra mondiale
Karl Urban nacque  il 29 dicembre 1894 a Graz, in Austria , allora parte dell'Impero austro-ungarico. Allo scoppio della prima guerra mondiale, si arruolò per il servizio militare: dopo aver completato l'addestramento di base, si offrì volontario per l'aviazione, e fu inviato ai corsi da pilota alla Fliegerersatzkompanie 6 di Fischamend.
A metà luglio del 1915, finito l'addestramento, ricevette il suo primo incarico alla Fliegerkompanie 10 sul Fronte orientale (1914-1918) comandato dall'Hauptmann (Capitano) Erich Kahlen. La Flik 10 non era un'unità specializzata ed operava prevalentemente con aerei biposto, gli Hansa-Brandenburg C.I e i Knoller-Albatros B.I, effettuando voli di Ricognizione.
Lo sviluppo delle abilità naturali di Urban come pilota lo resero presto il più abile elemento della squadriglia.
Il 1º settembre 1915 fu nominato "pilota militare". Il 28 settembre, lui ed il suo osservatore raccolsero informazioni militari di grande valore durante una missione di ricognizione in volo. Quando il motore del suo aereo si fermò, a nord di Klevan nel Distretto di Rivne, Urban riuscì a planare atterrando tra forze amiche vicino Torczyn.
Il 22 dicembre, mentre sorvolava Rowno di Główczyce, subì un altro arresto del motore: ancora in volo, si arrampicò in avanti, sbloccò il treno delle valvole della distribuzione e riavviò il motore riuscendo a compiere il viaggio di ritorno. Una settimana dopo, ricevette il certificato di pilota austriaco numero 306.
Urban fu insignito del suo brevetto il 22 febbraio 1916. Nel marzo 1916 fu anche insignito della Medaglia d'onore al valor militare d'argento di prima classe. Il 26 marzo fece un'audace incursione sul deposito ferroviario di Klewan: lui ed il suo osservatore aereo, l'Oberleutnant Grunne, bombardarono il deposito dopo essere entrati in una pesante copertura nuvolosa ed essere stai oggetto di un grande fuoco antiaereo; sulla strada di ritorno avvistarono un aeroporto russo precedentemente sconosciuto.
La mattina del 5 maggio 1916, Urban ed Otto Jäger, il suo osservatore d'aeroplano, volando sull'Albatros B.I, ingaggiarono un aereo russo con un equipaggio di tre persone. Durante la battaglia durata oltre 25 minuti, Jäger ha sparato 300 colpi contro i russi prima che la sua mitragliatrice si bloccasse. Urban ha poi sparato con una carabina mentre il suo mitragliere eliminava l'inceppamento. Jäger riaprì il fuoco e costrinse l'aereo russo verso il basso, facendolo abbattere. Quando la fanteria amica verificò l'abbattimento, Urban ebbe la sua prima vittoria aerea.
Il 7 giugno 1916, Urban e Jäger segnarono una seconda vittoria insieme. I due,  cooperando con un altro equipaggio austro-ungarico , abbatterono due biplani Farman russi; i due equipaggi austro-ungarici furono accreditati ognuno con una vittoria. Il 2 agosto, Jäger e Urban colpirono ancora, quando il mitragliere usò  100 colpi per abbattere un biplano Farman oltre le linee russe; la vittoria fu in seguito confermata attraverso l'interrogatorio dei prigionieri di guerra russi. Il 28 agosto 1916, mentre era in volo con un nuovo osservatore, Urban ingaggiò battaglia con quattro aerei russi: tre Farman a biposto ed un caccia monoposto Nieuport. Gli sforzi per combatterli portarono gli austro-ungarici in una zona di fuoco antiaereo nemico. Mentre gli austro-ungarici sfidavano un vento contrario da nord, i frammenti dell'esplosione di una granata Shrapnel colpirono la schiena di Urban, mettendolo fuori combattimento. L'osservatore Bastyr riavviò il motore , e fece riprendere conoscenza a  Urban , che riuscì a tornare di nuovo alla base per essere poi ricoverato in ospedale. Il suo eroismo fu premiato con un encomio personale scritto. A settembre, fu insignito del più alto riconoscimento del suo impero, la medaglia d'oro per il valore.
Nel dicembre del 1916, Urban passò alla Fliegerkompanie 27. Il 22 febbraio 1917  fu insignito definitivamente del titolo di pilota militare, all'epoca conferito molto raramente. A metà ottobre 1917 fu nuovamente assegnato, questa volta destinato ad un'unità di direzione del tiro dell'artiglieria che in seguito divenne la Flik 66D con la quale avrebbe servito fino alla primavera successiva. Poi sarebbe stato assegnato ad un'unità da caccia, la Flik 14. Il suo caccia Phönix D.I era contrassegnato con la sua iniziale "U" in bianco su una fascia con sfondo rosso avvolta attorno alla Fusoliera a poppa della cabina di pilotaggio. Utilizzò questo aereo per la sua vittoria finale, il 19 maggio 1918, quando abbatté un caccia italiano, probabilmente un Hanriot HD.1.
Sollevato dal servizio militare durante il luglio 1918, Urban divenne pilota collaudatore. Una sessione per la valutazione di nuovi velivoli era stata programmata per il 9-13 luglio all'aeroporto di Aspern vicino a Vienna. Il 12 luglio 1918, mentre faceva il giro su un nuovo modello di Phönix D.I a 1 500 metri, perse le ali. Karl Urban è morto nello schianto. Una settimana dopo, è stato promosso al più alto grado di Sottufficiale austriaco dell'Ungheria, Offiziersstellvertreter (Vice Ufficiale).